# Samariddin Sadijew
Samariddin Sadijew (tadż. Самариддин Саъдиев, ros. Самариддин Сагдиев; ur. 10 stycznia 1918 w Samarkandzie, zm. 29 maja 1983 w Duszanbe) – radziecki aktor tadżyckiego pochodzenia, uhonorowany tytułem Zasłużonego Artysty Tadżyckiej SRR.

## Życiorys
W wieku 13 lat rozpoczął działalność twórczą jako aktor komediowy w teatrze Samarkandy. W 1935 ukończył technikum teatralny w Samarkandzie, a rok później Muzyczną Szkołę Zawodową w Taszkencie. W latach 1935–1936 występował w Teatrze Taszkenckim. W 1936 został skierowany do Tadżyckiej SRR. Od 1936 do 1940 roku pracował jako aktor Teatru Dramatycznego imienia Lahutiego w Stalinobodzie (obecnie Duszanbe), następnie przeniósł się do pracy w Teatrze Opery i Baletu w im. Sadriddina Ajniego. W latach 1942–1970 był solistą Tadżyckiej Filharmonii Państwowej.

## Nagrody
- Medal 100-lecia urodzin Lenina
- Order „Znak Honoru” (1957)
- Order „Znak Honoru” (1957)
- tytuł „Zasłużony Artysta Tadżyckiej SRR” (1962)